# Виади-ди-Байшу
Виади-ди-Байшу (порт. Viade de Baixo)  —  район (фрегезия) в Португалии,  входит в округ Вила-Реал. Является составной частью муниципалитета  Монталегре. По старому административному делению входил в провинцию Траз-уш-Монтиш и Алту-Дору. Входит в экономико-статистический  субрегион Алту-Траз-уш-Монтиш, который входит в Северный регион. Население составляет 781 человек на 2001 год. Занимает площадь 42,00 км².